# Gracias
Gracias è un comune dell'Honduras, capoluogo del dipartimento di Lempira.